# Ludodactylus
Ludodactylus ist eine Gattung von Kurzschwanzflugsauriern aus der Gruppe der Ornithocheiridae. Die einzige bekannte Art der bislang monotypischen Gattung ist Ludodactylus sibbicki aus der Crato-Formation (Santana-Gruppe) des Araripe-Beckens von Ceará im Nordosten Brasiliens.

## Etymologie und Forschungsgeschichte
Der Gattungsname setzt sich zusammen aus „Ludo-“ nach dem lateinischen „ludus“ („Spiel“; hier verwendet im Sinne von „Spielzeug“) in Kombination mit der, bei Vertretern der Flugsaurier häufig verwendeten, Endung „-dactylus“, latinisiert nach dem altgriechischen δάκτυλος (dáktylos = „Finger“; hier verwendet im Sinne von „Flugsaurier“). Der Gattungsname nimmt Bezug auf den Pteranodon-ähnlichen Hinterhauptkamm und die bezahnten Kiefer, eine Merkmalskombination die zuvor nur von Spielzeugfiguren bekannt war, bei denen Pteranodon-ähnliche Flugsaurier fälschlicherweise mit Zähnen versehen wurden, um ihnen ein grimmigeres Aussehen zu verleihen. Erst die Entdeckung von Ludodactylus verschaffte diesen Phantasieprodukten der Spielzeugindustrie eine reale Basis.
Der Artzusatz „sibbicki“ ehrt den britischen „Paleoart“-Künstler John Sibbick. Der Artname (wörtlich: „Sibbicks Spiel-Finger“) lässt sich dementsprechend sinngemäß in etwa mit „Sibbicks Spielzeug-Flugsaurier“ übersetzen.
Der Holotypus und bislang einzige Fossilbeleg für Ludodactylus sibbicki gelangte über kommerzielle Wege in die Hände der Wissenschaft. Als Fundort wurden die Steinbrüche in der Umgebung von Nova Olinda im brasilianischen Bundesstaat Ceará angegeben. Die Lithologie der fossiltragenden Gesteinsplatte und ein ebenfalls darauf erhaltenes Fossil eines kleinen Fisches der Gattung Dastilbe bestätigten die Angabe und das Belegstück konnte dem Nova Olinda-Member innerhalb der Crato-Formation zugeordnet werden. Letztere wird auf Basis palynologischer Befunde in das Aptium (Unterkreide; etwa 126,3–112,9 Ma) gestellt.
Das Originalfossil befindet sich heute unter der Inventarnummer SMNK PAL 3828 am Staatlichen Museum für Naturkunde in Karlsruhe, wo auch die endgültige Präparation des Fossils durchgeführt wurde. Die Erstbeschreibung erfolgte 2003 durch Eberhard Frey, David M. Martill und Marie-Céline Buchy.

## Merkmale

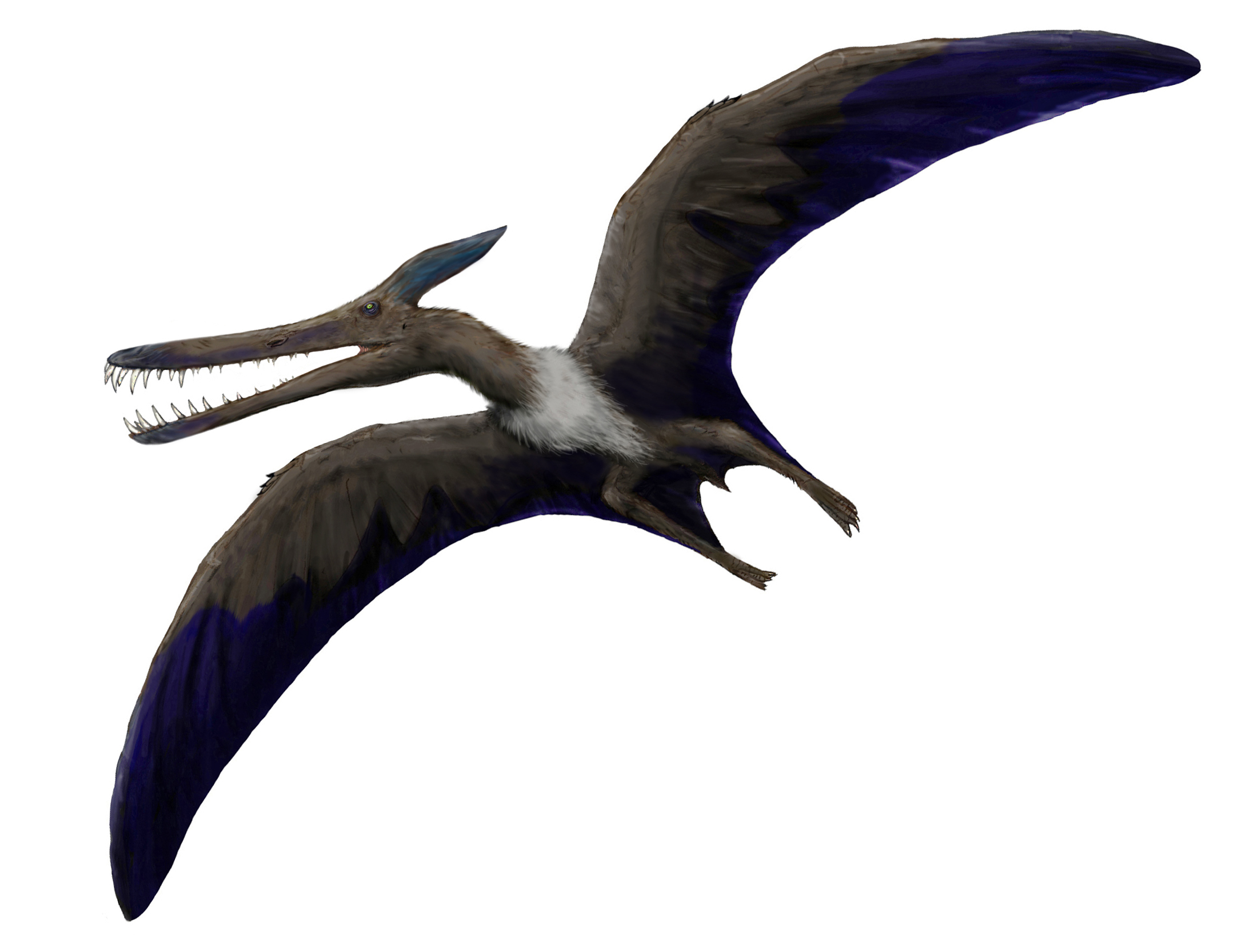
Künstlerische Lebendrekonstruktion

Von Ludodactylus sibbicki ist bislang nur ein fast vollständiger Schädel samt Unterkiefer bekannt. Die Beschreibung der Merkmale erfolgt, sofern nicht anders angegeben, in Anlehnung an die Erstbeschreibung durch Frey et al., 2003.
Der Schädel des Holotypus SMNK PAL 3828 weist eine Gesamtlänge von etwas mehr als 47 cm auf und die Flügelspannweite des Tieres wird auf rund 4 m geschätzt.
Die äußere Nasenöffnung (Naris externa) und das Antorbitalfenster (Fenestra antorbitalis) sind zu einem gemeinsamen Nasoantorbitalfenster verschmolzen, das Ludodactylus als Vertreter der Pterodactyloidea ausweist. Das auffälligste Merkmal ist ein vom Scheitelbein ausgehender, seitlich abgeflachter und nach hinten gerichteter Knochenkamm, der stark an ein entsprechendes Merkmal von Pteranodon erinnert. Ludodactylus weist allerdings im Bereich des Oberkiefers 23 Zahnpaare und im Bereich des Unterkiefers 17 Zahnpaare auf, während die Vertreter der Gattung Pteranodon und ihre nächsten Verwandten durchwegs zahnlos waren. Die Zahnreihe des Oberkiefers reicht etwa bis zur Mitte, die des Unterkiefers bis zum vordersten Viertel des Nasoantorbitalfensters. Die Bezahnung weist Ludodactylus als Vertreter der Ornithocheiridae aus. Ein sagittaler Knochenkamm im Bereich der Prämaxilla, wie er bei vielen anderen Vertretern der Ornithocheiridae vorhanden ist, tritt bei Ludodactylus nicht auf. Ein entsprechender, wenn auch nur sehr schwach ausgeprägter, Knochenkamm im Bereich des Unterkiefers wird in der Erstbeschreibung zwar erwähnt, von späteren Bearbeitern jedoch stark angezweifelt.
Das Tränenbein trägt einen dornartigen, dorsoventral abgeflachten Fortsatz („spina lacrimalis“), der nach hinten in den Bereich der Augenhöhle hineinragt. Das Foramen lacrimale zeigt einen abgerundet dreieckigen Umriss, wobei eine Ecke ventral orientiert ist.

## Systematik
Ludodactylus sibbicki wurde von Frey und Koautoren ursprünglich als Vertreter der Ornithocheiridae innerhalb der Gruppe der Ornithocheiroidea beschrieben.
2005 stellten Veldmeijer et al. die Möglichkeit in den Raum, dass es sich bei Ludodactylus um ein Juniorsynonym von Brasileodactylus handeln könnte. Dieser Ansatz wurde jedoch nicht weiter verfolgt und die meisten Autoren werten Ludodactylus als gültiges, eigenständiges Taxon.
Wang et al. interpretierten 2012 Ludodactylus als Schwesterntaxon zu Guidraco und schlossen daraus auf eine paläobiogeographische Verbindung zwischen der Jiufotang-Formation im Nordosten Chinas und der Crato-Formation Brasiliens. Jüngere und umfassendere phylogenetische Analysen konnten dieses Verwandtschaftsverhältnis jedoch nicht bestätigen und zeigen Ludodactylus und Guidraco in jeweils deutlich voneinander getrennten Kladen.
Die nebenstehenden Kladogramme zeigen in vereinfachter Form die systematische Stellung der Ornithocheiridae innerhalb der Ornithocheiroidea sowie die Stellung von Ludodactylus innerhalb der Ornithocheiridae nach einer 2015 veröffentlichten Analyse von Paul Upchurch und Koautoren. Ludodactylus nimmt gemeinsam mit Brasileodactylus und Cearadactylus eine Position als Schwesterntaxon der Anhangueridae (Anhanguera, Liaoningopterus, Tropeognathus, Ornithocheirus und Coloborhynchus) ein. Guidraco, Zhenyuanopterus und Boreopterus bilden dagegen eine eigenständige Teilklade innerhalb der Ornithocheiridae. Die verwandtschaftlichen Beziehungen innerhalb der Ornithocheiroidea und damit auch die systematische Stellung von Ludodactylus sind jedoch noch keineswegs abschließend geklärt.

## Palökologie

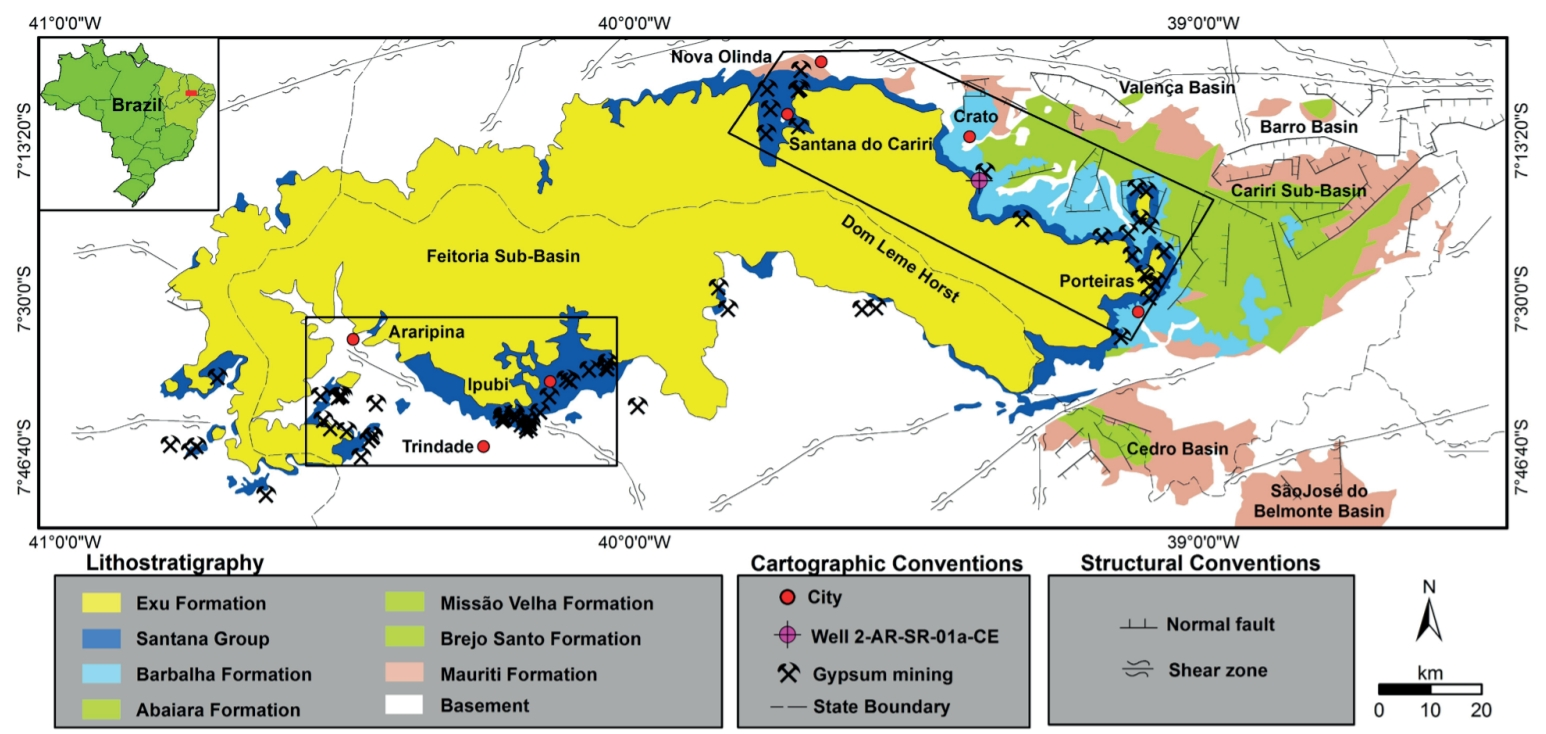
Lage und geologische Kartenskizze des Araripe-Beckens im Nordosten Brasiliens. Nova Olinda Member und Crato-Formation sind Teil der Santana-Gruppe (dunkelblau).

Die Gesteine des Nova Olinda-Members innerhalb der Crato-Formation wurden in einem ausgedehnten See oder einer Lagune im nordöstlichen Bereich des Araripe-Beckens abgelagert. Die heutige Verbreitung der feinlaminierten, mikritischen Plattenkalke des Nova Olinda-Members belegen eine Ausdehnung des Wasserkörpers von mindestens 75 × 50 km. Lithologie und Geochemie der Plattenkalke lassen auf einen stabil geschichteten Wasserkörper mit einer gut durchlüfteten, oberflächennahen Süßwasserschicht und stagnierenden, anoxischen und/oder hypersalinaren Tiefenwässern schließen.
Die Wirbeltierfauna des Nova Olinda-Members wird von Fischen, insbesondere von kleinen Fischen der Gattung Dastilbe, dominiert. Überreste von Flugsauriern stellen erstaunlicherweise die zweithäufigste Gruppe von Wirbeltierfossilien. Mehr als 30 wissenschaftlich beschriebene Flugsaurier-Reste lassen sich mindestens fünf verschiedenen Gattungen zuordnen. Fossilien anderer Wirbeltiere sind wesentlich seltener und umfassen unter anderem diverse Amphibien, das Krokodil Susisuchus, das schlangenähnliche Schuppenkriechtier Tetrapodophis oder den enantiornithinen Vogel Cratoavis.
Schalenreste von Mollusken sind im Nova Olinda-Member nicht vorhanden. Häufig finden sich dagegen oft gut erhaltene Pflanzenreste und Fossilien von meist landlebenden Gliederfüßern.
Mit Ausnahme der Fische wurde ein Großteil der Tier- und Pflanzenreste über Fließgewässer oder als Windfracht in der Ablagerungsraum des Nova Olinda-Members transportiert. Sie repräsentieren dementsprechend Fauna und Flora im Hinterland, welches sich als arides Gebiet mit einer Chaparral-ähnlichen Vegetationsdecke charakterisieren lässt.

### Lebensweise
Ludodactylus sibbicki ernährte sich vermutlich, ebenso wie die meisten anderen Vertreter der Ornithocheiridae, piscivor.

### Taphonomie
Trotz der Häufigkeit und des überwiegend guten Erhaltungszustandes der Flugsaurier-Fossilien des Nova Olinda-Members, ist es bislang nicht gelungen ein vollständiges Exemplar (Schädel + postcraniales Skelett) zu bergen. Die fossilen Überreste liegen entweder als mehr oder weniger vollständige postcraniale Skelette ohne Schädel oder, wie im Fall von SMNK PAL 3828, als isolierter Schädel ohne Bezug zu irgendwelchen postcranialen Skelettelementen vor. Die Trennung von Kopf und Körper lässt sich durch ein längeres Driften der Kadaver auf der Wasseroberfläche erklären. Bei zunehmender Verwesung löst sich zunächst der relativ schwere Schädel vom Körper und sinkt zum Grund des Gewässers. Rumpf und Gliedmaßen driften dagegen, begünstigt durch den hochgradig pneumatisierten Knochenbau der Flugsaurier, weiter und versinken erst später, bei höherem Verwesungsgrad, an einer anderen Stelle.

### Interpretation des Pflanzenrestes auf SMNK PAL 3828
Neben dem Schädel von Ludodactylus sibbicki und einem Fisch der Gattung Dastilbe zeigt SMNK PAL 3828 zusätzlich noch einen fossilen Pflanzenrest. Das Pflanzenfossil gehört zu einem Typus von Blattfossilien der im Nova Olinda-Member der Crato-Formation relativ häufig auftritt. Vollständige Exemplare sind langgestreckt lanzettförmig, mit glatter, leicht konkaver Basis und scharfer Spitze. Sie können eine Länge von bis zu über 1 m erreichen und die Autoren der Erstbeschreibung von Ludodactylus sibbicki verweisen unter anderem auf eine gewisse Ähnlichkeit mit den Blättern von Palmlilien. Ähnliche Pflanzenreste aus der Crato-Formation wurden 2005 als Welwitschiophyllum brasiliense beschrieben und der Familie der Welwitschiaceae zugeordnet.
Der Blattrest liegt im Bereich des Unterkiefers des Flugsauriers und annähernd quer zu diesem, allerdings nicht oberhalb oder unterhalb des Knochens, sondern zwischen den beiden Unterkieferästen. Die Blattbasis ist gut erhalten und liegt zwischen Ober- und Unterkiefer des Flugsauriers. Die scharfe Blattspitze fehlt. Das distale Blattende liegt ventral zum Unterkiefer und ist stark zerfasert und ausgefranst.
Frey et al. stellen im Rahmen der Erstbeschreibung von Ludodactylus sibbicki die Hypothese auf, dass der Flugsaurier das Blatt wohl für ein potentielles Beutetier gehalten hat und er versucht habe es zu fressen. Nach ihrer Vermutung hat sich das Blatt dabei seitlich zwischen dem linken Unterkieferast und der Zunge verfangen und in weiterer Folge mit seiner scharfen Spitze den Kehlsack des Flugsauriers durchbohrt. Das ausgefranste Blattende sei demnach auf die vergeblichen Versuche des Flugsauriers den störenden Fremdkörper zu entfernen, zurückzuführen. Die Autoren verweisen in diesem Zusammenhang auf rezente Fälle, bei denen einzelne Individuen des Chilepelikans (Pelecanus thagus) beim Versuch groben Plastikmüll zu fressen ein ähnliches Schicksal erleiden und, unfähig zum weiteren Nahrungserwerb, meistens verhungern.
Mark P. Witton verweist in diesem Zusammenhang auf die Lage des Zungenbeins, jenes dünnen, stimmgabelförmigen Knochens der bei SMNK PAL 3828 ventral abseits des Unterkiefers und zur Gänze auf dem Blattrest liegt. Er bezeichnet die Hypothese der Erstbeschreiber als „nicht haltlos“ („not untenable“), merkt allerdings an, dass sie sich weder beweisen noch widerlegen lässt und somit nur von geringem Wert für das Verständnis der Lebensweise des Flugsauriers ist.